# Gerrit Huitsing
Gerrit Huitsing (Groningen, 6 april 1928 – 27 juli 2014) was een Nederlands politicus.

## Loopbaan
Huitsing was een zoon van Eize Huitsing, agent van politie, en Hiltje Bos. Hij was getrouwd met Annechien Bruinius (1927-2010). Huitsing bezocht de hbs en was vervolgens ruim twintig jaar (vanaf 1946) referendaris bij de provinciale griffie van Groningen. Hij was daarnaast secretaris-penningmeester van de Provinciale Groninger Stichting Geestelijke Gezondheidszorg en docent gemeentefinanciën aan de Bestuursschool. Per 16 januari 1969 werd hij benoemd tot burgemeester van Uithuizen als opvolger van mr. A. Brinkman. 
In 1979 werd Uithuizen met onder andere Uithuizermeeden samengevoegd tot de nieuwe gemeente Hefshuizen. Huitsing verhuisde naar Zeeland, waar hij van 1979 tot 1986 burgemeester was van Kapelle.